# Tafel aus Walknochen

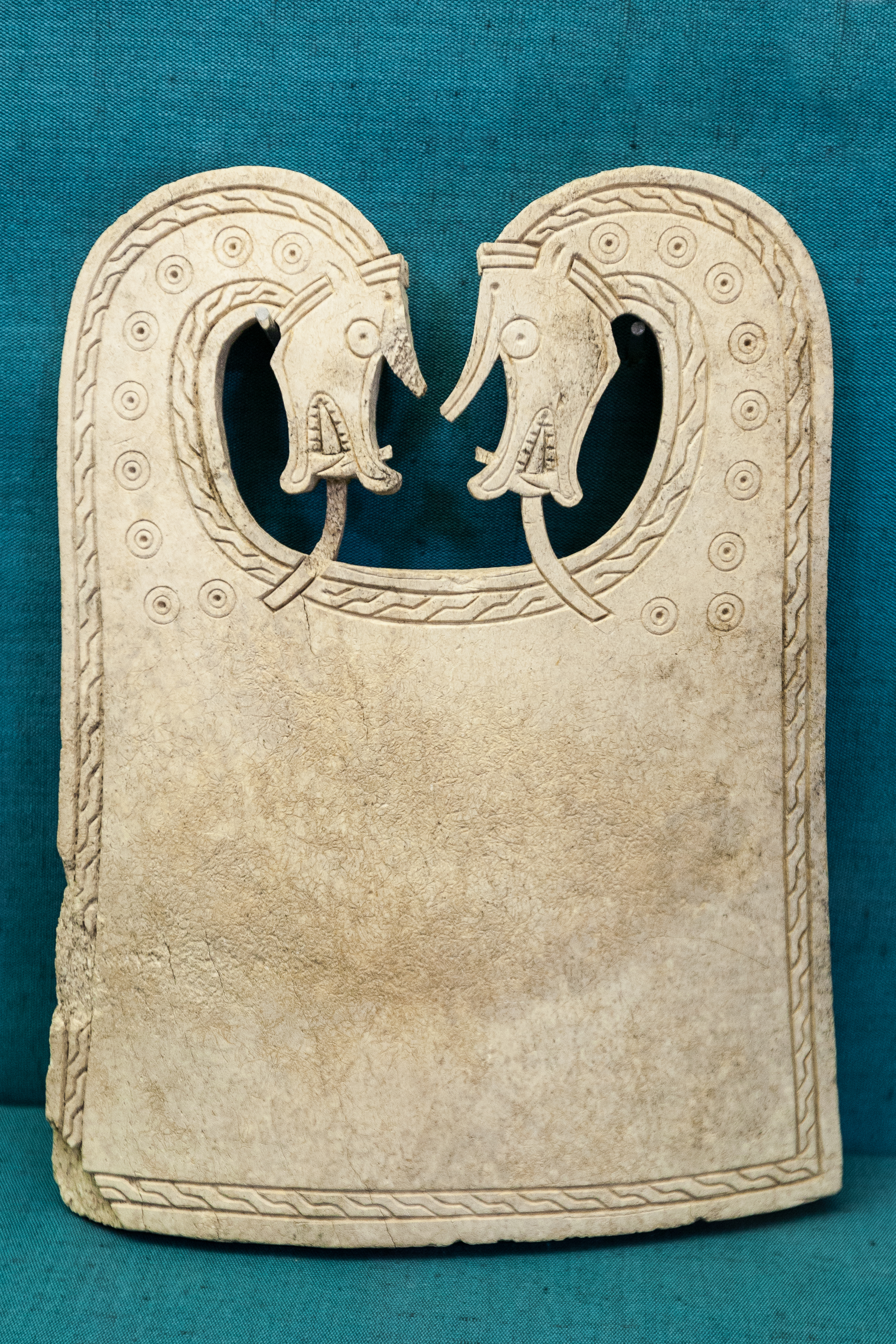
Die "Scar Dragon Plaque" von Scar

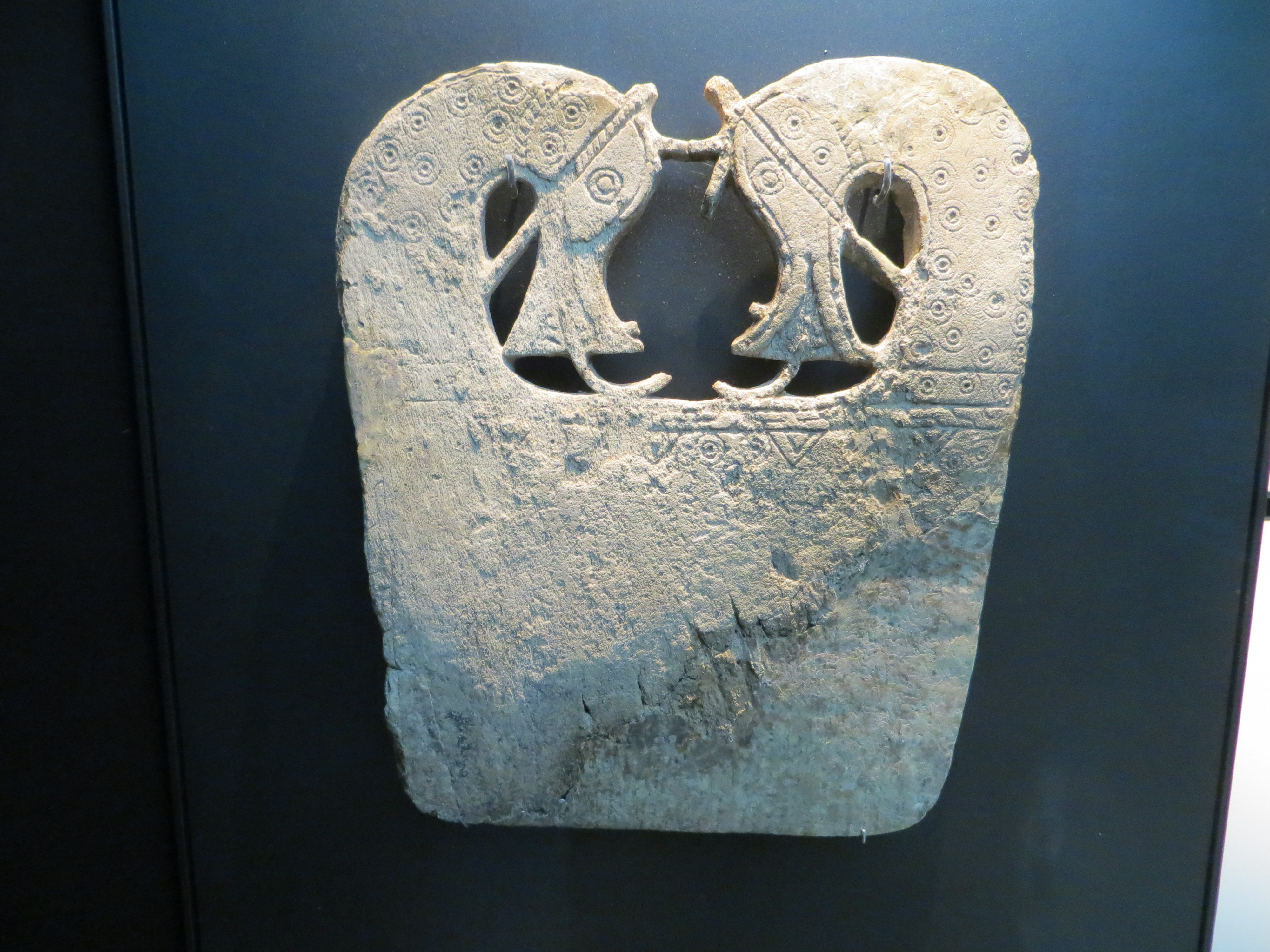
Die "Lilleberge Plaque" aus dem Wikingergrab von Lilleberge in Norwegen

Tafeln oder Platten aus Walknochen (von englisch Whalebone plaque, norwegisch hvalbeinsplater oder Glatteplater; keine deutsche Bezeichnung) stammen aus wikingerzeitlichem Kontext in Skandinavien und auf Orkney.

## Verbreitung
Die meisten Platten (40) wurden im westlichen Norwegen gefunden. Einige Platten wurden in Großbritannien (eine auf Sanday, Orkney), in Dänemark und im schwedischen Birka – eine in einem Grab und drei in der Siedlung – gefunden. Die dänischen, schwedischen und englischen Exemplare wurden wahrscheinlich aus Norwegen importiert, wo die Walknochenverarbeitung verbreitet war. 
Die Tafeln wurden oft in reich ausgestatteten Frauengräbern entdeckt und waren vermutlich Prestigestücke. Die besterhaltene 34,5 cm hohe norwegische ist die Tafel von Lilleberga, (Namdalen). Sie wurde in einem Grab des 9. oder 10. Jahrhunderts gefunden. Die in Birka gefundene große Tafel ist einen Zentimeter höher, 24,5 cm breit und 1,8–2,3 cm dick. Das stets zoomorphe Doppelmotiv im oberen Drittel, das auch mit einer Öse zum Aufhängen kombiniert sein kann, bilden Drachen, Pferde oder Vögel. Herausragend ist die im Bootsgrab von Scar gefundene „Scar Dragon Plaque“.

## Materialien und Methoden
Knochen wurde überall in Europa für die Herstellung von Geräten benutzt. Walknochen waren zumindest von gestrandeten Walen verfügbar. Während der Wikinger-Ära wurden die Knochenplatten mit einer Vielfalt von Werkzeugen bearbeitet, mit Bimsstein geglättet und poliert. 

## Verwendung
Da eine der Platten zusammen mit einem massiven Glaszylinder gefunden wurde, der zum Bügeln Verwendung fand, wird eine Nutzung als Bügelbrett diskutiert. Bügelzylinder in ähnlicher Form waren bis zum 19. Jahrhundert in Gebrauch. Die Nutzung der Glaszylinder, um Textilien zu glätten oder Falten zu drücken, ist in Quellen gut dokumentiert. Die gläsernen Objekte oder ihre Fragmente wurden im ehemaligen Wikingergebiet in Frauengräbern gefunden. Die Zuordnung der Tafeln aus Walknochen zum Bügelvorgang ist problematischer, da nur eines von den 40 bekannten zusammen mit einem Glasglätter gefunden wurde. Eine neuere Theorie besagt, dass die Platten für Lebensmittelzubereitung bei hohen Festen dienten, da Schneid- und Hackmarken auf einigen gefunden wurden.
Whalebone Smoothing Boards wurden angeblich jedoch bis ins 19. Jahrhundert benutzt.